# Ellis Grey
 (novembre 2020).
Si vous disposez d'ouvrages ou d'articles de référence ou si vous connaissez des sites web de qualité traitant du thème abordé ici, merci de compléter l'article en donnant les références utiles à sa vérifiabilité et en les liant à la section « Notes et références ».
Ellis Grey est un personnage de fiction de la série Grey's Anatomy incarné par l'actrice Kate Burton. Elle est la mère du personnage principal, Meredith Grey, et une chirurgienne renommée qui a remporté de nombreux prix. Le personnage apparaît en vie de la saison 1 à la saison 3, puis après son décès, il fait des apparitions soit sous le format de flashbacks soit sous le format d'apparitions lorsque certains personnages sont entre la vie et la mort.

## Histoire du personnage
Le docteur Ellis Grey est une brillante chirurgienne, elle est reconnue pour être une innovatrice de la médecine. Elle a obtenu le prix Harper Avery à deux reprises. La doctoresse était également réputée pour son fort caractère autoritaire. 
Ellis Grey a été mariée à Thatcher Grey avec qui elle eut Meredith Grey bien qu'elle n'ait jamais vraiment apprécié Thatcher, le trouvant "mou". Par la suite, elle a trompé ce dernier avec le Dr Richard Webber. Lorsque Meredith est interne au Seattle Grace Hospital, elle assure à tout le monde que sa mère est en voyage alors qu'elle est en fait atteinte de la maladie d'Alzheimer précoce. La vérité fut révélée un jour où Ellis s'est fait hospitaliser. Lors d'une période de lucidité, Meredith lui a annoncé sa maladie. Ellis fit alors un malaise en l'apprenant et est transférée au Seattle Grace, redécouvrant alors l'hôpital. Richard parle beaucoup avec Ellis durant sa lucidité et ils imaginèrent leur vie s'ils s'étaient mariés. Meredith et Ellis se sont fait un ultime adieu lorsqu'elles étaient dans un lieu que l'on peut assimiler à l'au-delà.  
Lors d'un de ses moments d'absences, où elle est notamment hospitalisée, elle assimilera tous les nouveaux médecins, comme George, aux anciens membres de son entourage. Ainsi George deviendra Thatcher, et Preston deviendra Richard. En se replongeant dans son passé, nous découvrons son caractère : une femme autoritaire et amoureuse de son travail, faisant passer celui-ci avant sa propre fille, Meredith. Dans l'épisode final de la saison 10, le docteur Pierce (nouvelle chef de la chirurgie cardio-thoracique) raconte à Richard Webber que sa mère biologique est Ellis Grey, ce dernier en déduit que le Dr Pierce est le fruit de son amour avec Ellis. Dans la saison 11, Meredith donne naissance à une petite fille qu'elle nomme Ellis, en hommage à sa mère. 